# Psectrosema turkmenicum
Psectrosema turkmenicum är en tvåvingeart som beskrevs av Boris Mamaev och Becknazharova 1983. Psectrosema turkmenicum ingår i släktet Psectrosema och familjen gallmyggor.
Artens utbredningsområde är Turkmenistan. Inga underarter finns listade i Catalogue of Life.